# Glyn Loosmore
Glyn Loosmore (1923 - 2007)  fut, pendant la Seconde Guerre mondiale, opérateur radio au sein de plusieurs équipes spéciales :
- deux équipes Jedburgh, ANDY puis IVOR (France, libération 1944) ;
- l’équipe MONGOOSE de la Force 136[1] (Birmanie, 1945).

Situation militaire : sergeant dans le Royal Armoured Corps.
Pour accéder à une photographie de Glyn Loosmore, se reporter au paragraphe Sources et liens externes en fin d’article.

## Famille
Ses parents : Frank et Gladys Mary (née Davies) Loosmore. Glyn est le plus jeune des enfants.
Sa femme : Elizabeth Goldsworthy (1947, Swansea) ; 2 enfants.

## Éléments biographiques
Robert Glyn Loosmore naquit le 3 mars 1923 à Bridgend, Glamorgan.
Après avoir travaillé à la Midland Bank, il s’engagea en 1942 dans le Royal Armoured Corps.
Il avait 21 ans, lorsque, s’étant porté volontaire pour des opérations spéciales et ayant suivi l’entraînement donné à Milton Hall aux formations Jedburgh, il fut, sous le nom de code de « Lundy », parachuté dans l’Indre le 12 juillet 1944 avec ses deux camarades de l’équipe ANDY, le major Parkinson, lui aussi Britannique, et le commandant Verneuil, Français. Leur arrivée fut assez catastrophique : ils auraient dû être lâchés en Haute-Vienne et, largués beaucoup trop bas, firent un atterrissage tellement fâcheux que les deux officiers furent gravement blessés ; si bien qu’après quelques aventures (ils durent, tous trois, sauter par une fenêtre de la ferme où ils avaient été recueillis, et échapper aux recherches des Allemands lancés à leurs trousses), l’équipe fut dissoute, les officiers furent rapatriés, le 28 juillet, par un des premiers Dakotas qui purent se poser au Blanc, et Glyn Loosmore passa à l’équipe IVOR, arrivée dans le Cher le 7 août, où il remplaça le radio américain Lewis F. Goddard, dont le parachute ne s’était pas ouvert correctement et qui n’avait pas survécu !
Avec ses nouveaux camarades (le capitaine Cox, Britannique, et le lieutenant R. Colin, Français), Glyn Loosmore contribua à l’unification de la Résistance de la région sous les ordres du colonel Benoit (en réalité le colonel Bertrand, qui avait commandé le premier régiment d'infanterie jusqu’à novembre 1942), participa à quelques engagements avec la colonne Elster et fut en contact avec des groupes relevant du réseau Antoine-VENTRILOQUIST de Philippe de Vomécourt.
De retour en Angleterre après la libération, Glyn Loosmore rejoignit la Force 136 et fut envoyé en Birmanie. Démobilisé en 1947, il retourna à la Midland Bank, reprit ses études, retourna  et fit carrière dans l’administration coloniale, d'abord en Rhodésie du nord, puis au Tanganyika , avant de revenir en Grande-Bretagne en 1963 et de se convertir à l’enseignement, à l’université de Leicester.
Glyn Loosmore est décédé le 29 novembre 2007, à l’âge de 84 ans.

## Reconnaissance
Glyn Loosmore a reçu les distinctions suivantes :
- Grande-Bretagne : Military Medal[6] (France, 1944), Mention in Despatches (Birmanie, 1945),
- France :  Croix de guerre 1939–1945 (France, 1944),